# Clement Clark Moore
Clement Clarke Moore (15 de julho de 1779 – 10 de julho de 1863) foi um escritor, acadêmico e desenvolvedor imobiliário americano. Ele é mais conhecido como o autor do poema de Natal  "A Visit from St. Nicholas" (Uma Visita de São Nicolau)", que nomeou cada uma das renas do Papai Noel pela primeira vez.
Moore foi Professor de Literatura Oriental e Grega, além de Divindade e Estudos Bíblicos, no Seminário Teológico Geral da Igreja Protestante Episcopal, na cidade de Nova Iorque. O seminário foi desenvolvido em um terreno doado por Moore e permanece nesse local na Nona Avenida, entre as ruas 20 e 21, em uma área conhecida como Chelsea Square. Moore acumulou considerável riqueza ao subdividir e desenvolver outras partes de sua grande herança, que se tornou o bairro residencial de Chelsea. Ele também serviu por 44 anos como membro do conselho de curadores do Columbia College (posteriormente Universidade), e foi membro do conselho da Biblioteca da Sociedade de Nova York e do Instituto de Nova York para Cegos.
"A Visit from St. Nicholas", que mais tarde se tornou amplamente conhecida por seu verso de abertura, "'Twas the Night Before Christmas" (Era a véspera de Natal), foi publicada anonimamente em 1823. Moore declarou publicamente sua autoria em 1837, e isso não foi contestado durante sua vida, mas posteriormente surgiu um outro pretendente à autoria, fazendo com que estudiosos debatessem a identidade do autor, recorrendo à análise textual e caligráfica, bem como a outras fontes históricas.

## Primeiros anos
Moore nasceu em 15 de julho de 1779, na cidade de Nova Iorque em "Chelsea", propriedade da família de sua mãe. Ele era filho de Benjamin Moore (1748–1816) e Charity (nascida Clarke) Moore (1747–1838). Na época do nascimento de Clement, Benjamin Moore era reitor assistente da Igreja da Trindade em Manhattan. Mais tarde, ele se tornou reitor da Trinity e bispo da Diocese Episcopal de Nova Iorque, servindo também como presidente interino do Kings College em 1775 e 1776 e como presidente do então renomeado Columbia College (atual Universidade Columbia) de 1801 a 1811.
O avô materno de Moore foi o Major Thomas Clarke, um oficial inglês que permaneceu na colônia após lutar na Guerra Franco-Indígena. Ele era dono da extensa propriedade "Chelsea" em Manhattan, então uma área rural ao norte das partes mais desenvolvidas da cidade. Quando jovem, a mãe de Moore, Charity Clarke, escrevia cartas para os primos ingleses, guardadas na Universidade Columbia, demonstrando desprezo pelas políticas da monarquia britânica e um senso crescente de patriotismo em tempos pré-Revolucionários. A avó de Moore, Sarah Fish, era descendente de Elizabeth Fones e Joris Woolsey, um dos primeiros colonos de Manhattan. Os pais de Moore herdaram a propriedade Chelsea e a transferiram para ele em 1813. Ele obteve grande riqueza ao subdividi-la e desenvolvê-la ao longo do século XIX.
Moore recebeu o título de Bacharel em Artes pelo Columbia College como orador da turma de 1798, o grau de Mestre em Artes em 1801 e um Doutorado Honorário em Leis (LLD) em 1829.

## Carreira
Um dos primeiros trabalhos conhecidos de Moore foi um panfleto anônimo pró-Federalista publicado antes da eleição presidencial de 1804, atacando os pontos de vista religiosos e raciais de Thomas Jefferson (o presidente em exercício e candidato Democrata-Republicano). Seu texto polêmico, intitulado na íntegra "Observations upon Certain Passages in Mr. Jefferson's Notes on Virginia, which Appear to Have a Tendency to Subvert Religion, and Establish a False Philosophy", retratava o Notes on the State of Virginia (1785) de Jefferson como um "instrumento de infidelidade" que "rebaixa o negro a uma ordem de criaturas inferior àquelas que têm pele mais clara e lábios mais finos".
Em 1820, Moore ajudou a Igreja da Trindade a organizar uma nova paróquia, St. Luke in the Fields, na Hudson Street. Mais tarde, ele doou 66 lotes de terra — o antigo pomar de sua herdada propriedade Chelsea — para a Diocese Episcopal de Nova Iorque, onde foi construído o Seminário Teológico Geral.
Provavelmente em razão dessa doação e também pela publicação de seu Hebrew and English Lexicon em 1809, Moore foi nomeado professor de estudos bíblicos no Seminário, cargo que ocupou até 1850.
Depois que o seminário foi construído, Moore começou a desenvolver a área residencial de Chelsea nos anos 1820, com a ajuda do carpinteiro e construtor James N. Wells, dividindo em lotes ao longo da Nona Avenida e vendendo-os a nova-iorquinos abastados. Cláusulas restritivas nas escrituras de venda definiam o tipo de construções que poderiam ser erguidas no local, incluindo detalhes arquitetônicos dos prédios. Estábulos, manufaturas e usos comerciais eram proibidos.
Moore foi nomeado para o conselho de curadores do Columbia College em 1813 e serviu até 1857. Ele foi secretário do conselho de 1815 a 1850. De 1840 a 1850, Moore também serviu como membro do conselho do Instituto de Nova York para Cegos na Rua 34 com a Nona Avenida (hoje New York Institute for Special Education). Ele publicou uma coleção de poemas (1844).

### Uma Visita de São Nicolau

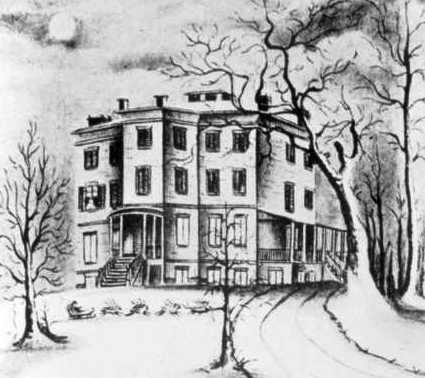
Uma ilustração da casa senhorial da propriedade Chelsea feita pela filha de Moore, Mary C. Ogden, para a primeira edição colorida de Uma Visita de São Nicolau (1855)

Este poema, "possivelmente os versos mais conhecidos já escritos por um americano", foi publicado anonimamente pela primeira vez no Sentinel de Troy, Nova Iorque, em 23 de dezembro de 1823. O texto foi entregue ao editor do jornal por Sarah Sackett de Troy, que provavelmente o recebeu de Harriet Butler de Troy, amiga da família Moore.
Publicar poesia de forma anônima ou com pseudônimo era comum na época, mas à medida que a popularidade do poema crescia, também aumentava a curiosidade sobre seu autor. Em resposta a uma pergunta em 1829, o editor do Sentinel, Orville Holley, escreveu que "Fomos levados a entender que o autor ... pertence por nascimento e residência à cidade de Nova Iorque e que ele é um cavalheiro de mais mérito como estudioso e escritor do que muitos que fazem alarde ruidoso de pretensões." (Itálico no original).
Em 1837 Moore foi finalmente identificado publicamente como o autor pelo jornalista Charles Fenno Hoffman em The New-York Book of Poetry, para o qual Moore havia submetido vários poemas. Em 1844, ele incluiu "Visit" em Poems, uma antologia de suas obras. Seus filhos, para quem ele havia escrito originalmente o poema, incentivaram essa publicação. Em 1855, Mary C. Moore Ogden, uma das filhas casadas de Moore, pintou “iluminações” que acompanharam a primeira edição colorida do poema.

#### Controvérsia sobre a autoria
Estudiosos debatem se Moore foi ou não o autor do poema. O professor Donald Foster usou análise de conteúdo textual e evidências externas para argumentar que Moore não poderia ter sido o autor. Foster propôs que o Major Henry Livingston, Jr., um nova-iorquino com raízes holandesas e escocesas, deveria ser considerado o principal candidato à autoria. Essa visão era defendida havia muito tempo pela família Livingston. Livingston era parente distante da esposa de Moore.
Como resposta à alegação de Foster, Stephen Nissenbaum, professor de história na Universidade de Massachusetts, escreveu em 2001 que, com base em suas pesquisas, Moore foi o autor. Em seu artigo, "There Arose Such a Clatter: Who Really Wrote 'The Night before Christmas'? (And Why Does It Matter?)", Nissenbaum confirmou a autoria de Moore: "Eu acredito que sim, e acho que reuni uma série de boas evidências para prová-lo".
A alegação de Foster também foi refutada pelo negociante de documentos e historiador Seth Kaller, que certa vez foi proprietário de um dos manuscritos originais de Moore do poema. Kaller apresentou uma refutação ponto a ponto tanto da análise linguística quanto das conclusões externas de Foster, apoiado pelo trabalho do especialista em autógrafos James Lowe e do Dr. Joe Nickell, autor de Pen, Ink and Evidence.
Não há evidências de que Livingston tenha reivindicado a autoria, nem foi encontrado qualquer registro de impressão do poema com o nome de Livingston anexado a ele. Quando o Sentinel publicou o texto pela primeira vez, os nomes das duas últimas renas do Papai Noel foram Dunder e Blixem, e Foster argumentou que a mudança posterior para Donder e Blitzen era evidência de alteração por Moore do que seria o “holandês perfeitamente correto” de Livingston. Mas donder é a palavra correta em holandês para “trovão” e a expressão foi usada por diversos autores ingleses e americanos, com diferentes grafias, no final do século XVIII e início do século XIX.
Em 2016, o tema foi discutido por MacDonald P. Jackson, professor emérito de literatura inglesa da Universidade de Auckland, membro da Royal Society of New Zealand e especialista em atribuição de autoria usando técnicas estatísticas. Ele analisou todos os argumentos, incluindo um método inédito (análise estatística de fonemas), e concluiu, em sua opinião, que em cada teste Livingston era o autor mais provável.
Análises posteriores utilizando técnicas de linguística forense desenvolvidas por cientistas da computação chegaram à conclusão oposta. Em seu livro de 2023, The Fight for "The Night": Resolving the Authorship Dispute over "The Night Before Christmas," o advogado aposentado Tom A. Jerman relatou que, ao utilizar o Java Graphical Authorship Attribution Program do cientista da computação Patrick Juola (da Universidade Duquesne), que compara o poema às obras de Moore e de Livingston, 16 dos 17 testes apontaram Moore como o autor mais provável. Naquele mesmo ano, o cientista da computação Shlomo Argamon, então do Illinois Institute of Technology, também comparou o poema com textos de Moore, Livingston e outros cinco autores da época, concluindo que “Moore é muito mais provável de ser o autor do que Livingston” e que “é mais provável que tenha sido escrito por Moore ou Livingston do que por qualquer um dos outros.”

### Desenvolvimento de Chelsea

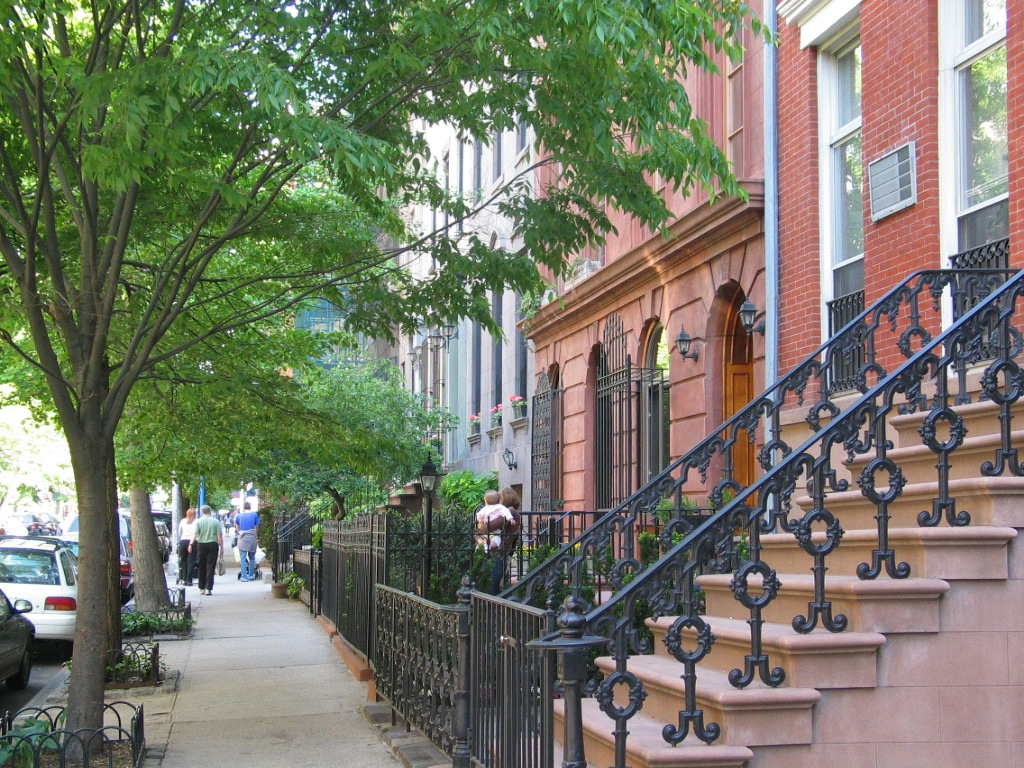
Casas geminadas em Chelsea, em Manhattan, na maior parte construídas originalmente em terreno que pertenceu à propriedade rural de Moore

A propriedade de Moore, chamada Chelsea, ficava no lado oeste da ilha de Manhattan ao norte de Greenwich Village. Era em grande parte uma área rural antes dos anos 1820. Ela havia sido comprada em 1750 por seu avô materno, Major Thomas Clarke, um veterano britânico aposentado da Guerra Franco-Indígena (o front norte-americano da Guerra dos Sete Anos). Clarke deu esse nome à casa em homenagem ao Royal Hospital Chelsea em Londres, que atendia veteranos de guerra. Os pais de Moore herdaram a propriedade em 1802 e, alguns anos depois, cederam-na a ele.
Quando o governo da cidade de Nova Iorque decidiu implantar um gradeamento de ruas em Manhattan, com base no Commissioner's Plan of 1811, a nova Nona Avenida atravessaria o meio da propriedade Chelsea. Em 1818, Moore escreveu e publicou um panfleto conclamando outros “Proprietários de Propriedades Imobiliárias” a se oporem à maneira como a cidade estava sendo desenvolvida. Ele acreditava que era uma conspiração para aumentar o apadrinhamento político e apaziguar a classe trabalhadora, e argumentava que fazer os proprietários arcarem com os custos das ruas abertas em suas terras era “uma tirania que nenhum monarca na Europa ousaria exercer”. Ele também criticava o plano de gradeamento e a remoção de colinas como decisões inadequadas.
Apesar de seus protestos, Moore já se preparava para desenvolver Chelsea, adquirindo terrenos vizinhos de parentes e proprietários próximos até possuir tudo entre a Oitava Avenida e o Rio Hudson, das ruas 19 à 24. Em parceria com o construtor James N. Wells, ele dividiu o bairro em lotes e os vendeu a nova-iorquinos de alta renda. Doou um grande quarteirão de terra para a diocese episcopal construir o seminário, dando a eles um pomar de 66 lotes. A construção começou em 1827 para o Seminário Teológico Geral. Com base em seu conhecimento de hebraico, Moore foi nomeado o primeiro professor de Línguas Orientais do seminário, servindo até 1850.
O seminário permanece no mesmo local, ocupando grande parte do quarteirão entre as ruas 20 e 21, e as avenidas Nona e Décima. Dez anos depois, Moore doou um terreno na Rua 20 com a Nona Avenida, a leste dela, para a diocese construir a Igreja Episcopal de São Pedro. O bairro atual de Manhattan é conhecido como Chelsea em referência à antiga propriedade de Moore.

## Vida pessoal
Em 1813, Moore se casou com Catherine Elizabeth Taylor, filha de William Taylor e Elizabeth (nascida Van Cortlandt) Taylor. William Taylor era um advogado de Nova Jersey que atuou como juiz-chefe na Jamaica. Elizabeth Van Cortlandt era descendente direta de Stephanus Van Cortlandt, primeiro prefeito nascido na colônia de Nova Iorque e primeiro patrão de Van Cortlandt Manor, bem como sobrinha por casamento de Sir Edward Buller, 1st Baronet. Juntos, Catherine e Clement Moore foram pais de nove filhos:
- Margaret Elliot Moore (1815–1845), que se casou com John Doughty Ogden (1804–1887), neto do Procurador dos EUA Abraham Ogden e sobrinho do Representante dos EUA David A. Ogden.[39]
- Charity Elizabeth Moore (1816–1830), que faleceu jovem.[15]
- Benjamin Moore (1818–1886), que se casou com Mary Elizabeth Sing (1820–1895), em 1842, e foi pai de Clement Clarke Moore,[2] avô de Barrington Moore Sr. e bisavô de Barrington Moore Jr.
- Mary Clarke Moore (1819–1893), que se casou com John Doughty Ogden, viúvo de sua irmã mais velha, em 1848.[39]
- Clement Moore (1821–1889), que não se casou.
- Emily Moore (1822–1828), que também faleceu jovem.
- William Taylor Moore (1823–1897), que se casou com Lucretia Post em 1857 e, após a morte dela em 1872, com Katherine E. Robinson. Não teve filhos.[40]
- Catharine Van Cortlandt Moore (1825–1890), que não se casou.
- Maria Theresa ("Terry") Barrington Moore (1826–1900),[41] que não se casou.[42]

Depois de passar um mês com eles na cidade turística de Sharon Springs, em 1848, o mordaz cronista George Templeton Strong descreveu os filhos solteiros de Moore como "os filhos, uma mistura de imbecilidade além de toda compreensão, com um apetite por camareiras além de qualquer precedente — as duas Senhoritas M muito agradáveis, de fato.". Na década de 1850, Moore começou a passar os verões em Newport, Rhode Island, juntamente com suas filhas Terry e Mary, e com a família de Mary. Ele morreu em 10 de julho de 1863, em sua residência de verão na Catherine Street, em Newport, cinco dias antes de completar 84 anos. Seu funeral ocorreu na Igreja da Trindade, em Newport, onde possuía um assento. Seu corpo foi transportado de volta a Nova Iorque para sepultamento no cemitério da St. Luke in the Fields. Em 29 de novembro de 1899, seus restos foram transferidos para o Cemitério da Igreja da Trindade em Nova Iorque.

### Legado e honrarias

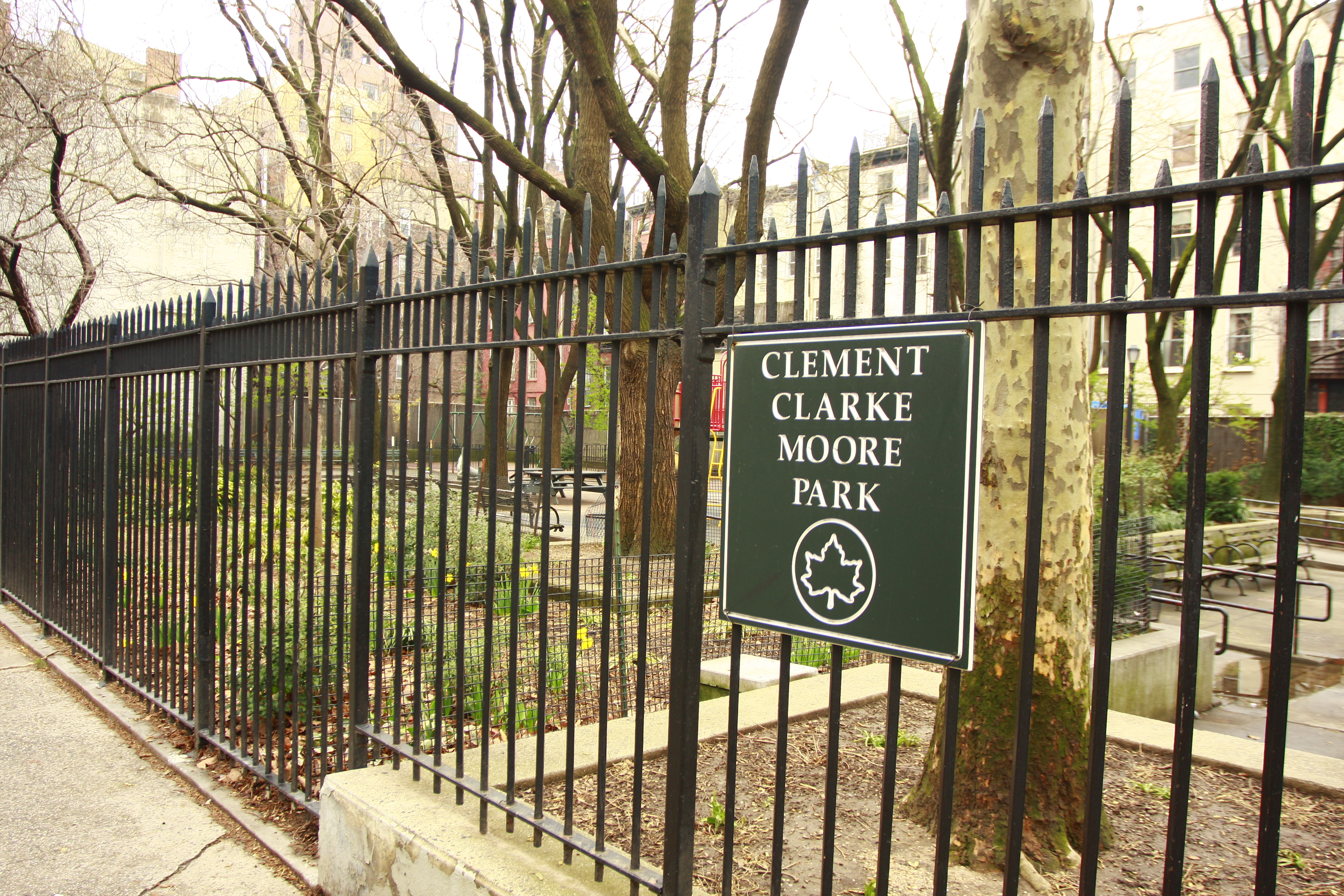
Clement Clarke Moore Park

- Em 1911, a Igreja da Intercessão em Manhattan iniciou uma celebração no domingo anterior ao Natal com a leitura do poema, seguida de uma procissão até o túmulo de Moore no Cemitério da Igreja da Trindade no domingo antes do Natal. Essa tradição continua até hoje.[45][46]
- O Clement Clarke Moore Park, localizado na Nona Avenida com a Rua 22 em Chelsea, recebeu esse nome em sua homenagem.
- Um parque infantil foi aberto no local em 22 de novembro de 1968 e nomeado em homenagem a Moore por lei municipal no ano seguinte. Em 1995, foi completamente reformado e novas árvores foram plantadas. Moradores locais se reúnem anualmente lá, no último domingo do Advento, para uma leitura de "'Twas the Night Before Christmas".[47]
- A Escola Pública PS13 em Elmhurst, Queens, recebe o nome de Clement C. Moore.